# Бартлетт (Небраска)
Бартлетт (англ. Bartlett) — селище (англ. village) в США, в окрузі Вілер штату Небраска. Населення — 109 осіб (2020).

## Географія
Бартлетт розташований за координатами 41°53′2″ пн. ш. 98°33′9″ зх. д. / 41.88389° пн. ш. 98.55250° зх. д. (41.883933, -98.552565).  За даними Бюро перепису населення США в 2010 році селище мало площу 0,37 км², уся площа — суходіл.

## Демографія
Згідно з переписом 2010 року, у селищі мешкало 117 осіб у 59 домогосподарствах у складі 30 родин. Густота населення становила 318 осіб/км².  Було 68 помешкань (185/км²).
Расовий склад населення:
| - 100,0 % — білих |

До двох чи більше рас належало 0,0 %. Частка іспаномовних становила 0,0 % від усіх жителів.
За віковим діапазоном населення розподілялося таким чином: 23,9 % — особи молодші 18 років, 61,6 % — особи у віці 18—64 років, 14,5 % — особи у віці 65 років та старші. Медіана віку мешканця становила 42,2 року. На 100 осіб жіночої статі у селищі припадало 101,7 чоловіків;  на 100 жінок у віці від 18 років та старших — 93,5 чоловіків також старших 18 років.
За межею бідності перебувало 13,3 % осіб, у тому числі 20,7 % дітей у віці до 18 років та 15,8 % осіб у віці 65 років та старших.
Цивільне працевлаштоване населення становило 73 особи. Основні галузі зайнятості: сільське господарство, лісництво, риболовля — 35,6 %, освіта, охорона здоров'я та соціальна допомога — 34,2 %, мистецтво, розваги та відпочинок — 12,3 %, виробництво — 9,6 %.